# Die Chroniken von Castellan
"Die Chroniken von Castellan" (OT: "The Chronicles of Castellane") ist eine Romanreihe von Cassandra Clare. Sie ist den Genres Fantasy und Abenteuer zuzuordnen. Nach dem ersten Band "Sword Catcher" wird der zweite Band den Titel "The Ragpicker King" tragen.

## Handlung
Die Handlung spielt in Castellan, einem Stadtstaat an der Küste, der von einem König zusammen mit einem Rat aus Adelsfamilien beherrscht wird. Eines Tages wird der junge Kel aus einem Waisenhaus an den Königshof gebracht. Dort soll er zum "Schwertfänger", einem Doppelgänger und Leibwächter für den gleichaltrigen Kronprinzen Conor ausgebildet werden. Aus Neugier und auch aus Sympathie für Conor lässt sich Kel auf diese Rolle ein. Fortan wächst er offiziell unter dem Namen "Kellian (Kel) Anjuman" als Cousin des Prinzen am Königshof auf, wird in Kampfkunst, Sprachen und Etikette unterrichtet. Vor allem aber wird er Conor ein treuer Freund und steter Begleiter. Wann immer es die Sicherheitslage für notwendig erscheint, schlüpft er aber auch in Conors Rolle.
Jahre später, als Kel und Conor 23 Jahre alt sind, brodelt es in Castellan. Spannungen mit den Nachbarländern, aber auch Bedrohungen durch machtgierige Adelsfamilien und die organisierte Kriminalität könnten den Stadtstaat an den Rand des Untergangs bringen.

## Familien und Personen

### Der königliche Hof

#### Haus Aurelian
Markus, König von Castellan
Lilibet, seine Frau, Königin von Castellan
Conor, Kronprinz von Castellan

#### Königlicher Haushalt
Kel Anjuman (Saren), Schwertfänger, offiziell Cousin des Prinzen aus Marakand
Jolivet, Hauptmann der Pfeilschwadron (Garde)
Bensimon, Mayesh (Berater) des Königs, ein Ashkar
Fausten, königlicher Astronom

### Die Charta-Familien
| Name des Hauses | Vertretende                                              | Charta         | Position Uhrkammer |
| --------------- | -------------------------------------------------------- | -------------- | ------------------ |
| Alleyne         | Liorada, Lady Antonetta, ihre Tochter                    | Seide          |                    |
| Cazalet         | Rolant                                                   | Bankwesen      |                    |
| Esteve          | Alonse, Inhaber der Charta,                              | Pferde         |                    |
| Falconet        | Joss, Inhaber der Charta                                 | Gewürze        |                    |
| Gasquet         |                                                          |                |                    |
| Gremont         |                                                          | Tee und Kaffee |                    |
| Montfaucon      | Lupin                                                    |                | Vier               |
| Raspail         |                                                          | Holz           |                    |
| Roverge         | Benedikt, Inhaber der Charta Charlon, sein Sohn und Erbe | Färbemittel    | Sechs              |
| Sardou          | Polidor, Inhaber der Charta                              | Glas           |                    |
| Uzec            |                                                          |                |                    |

Der König von Castellan verteilt die Privilegien der wichtigsten Wirtschaftszweige von Castellan an elf ausgewählte Familien. Diese bilden, zusammen mit der Königsfamilie, die Uhrkammer, den Rat von Castellan. Die Privilegien sind vererbbar, können aber vom König auch neu vergeben werden. Jede neue Belehnung (auch bei Vererbung) bedarf einer Bestätigung. Das Haus Aurelian ist nominell die zwölfte Familie im Uhrkreis.

### Der Sault
Beim Sault handelt es sich um eine Art Ghetto, einen von Mauern umgebenen und bewachten Stadtteil Castellans, in dem die Angehörigen des Volkes der Ashkar zu leben haben. Innerhalb des Sault ist der Maharam die leitende Instanz, sowohl in rechtlicher wie geistlicher Hinsicht.
Lin Caster, Heilkundige, Enkelin von Mayesh Bensimon
Mariam, ihre beste Freundin, Schneiderin
Chana, Leiterin des Hauses der Frauen, in dem Lin aufwuchs
Maharam Davit, oberster Lehrer und geistlicher Führer des Sault
Josit, Lins Bruder, mit einer Karawane außerhalb von Castellan unterwegs

### Das Labyrinth und die Schwarze Festung
Andreyen Morettus (Lumpensammlerkönig), führender Kopf der Unterwelt Castellans
Ji-An, seine Leibwächterin und Attentäterin
Merren, Student und Giftmischer, in Morettus' Diensten
Alys, seine ältere Schwester, Inhaberin des Bordells Caravel
Silla, Prostituierte im Caravel, bevorzugte Liaison von Kel
Prosper Beck, ein mit Morettus rivalisierender Unterweltweltboss, der sein Territorium stetig erweitert

## Publikation
Der erste Band der Reihe, "Sword Catcher", wurde im Oktober 2023 erstmals publiziert. Er erschien in der Originalsprache Englisch bei Del Rey Books (USA und Kanada) bzw. bei Pan Macmillan (Commonwealth). In deutscher Sprache erscheint die Reihe bei Penhaligon.
Der zweite Band "The Ragpicker King" ist für Frühjahr 2025 angekündigt.